# William Temple Hornaday

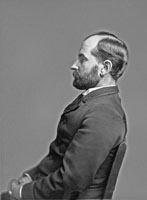
William Temple Hornaday um 1890

William Temple Hornaday (* 1. Dezember 1854 in Avon (Indiana); † 6. März 1937 in Stamford (Connecticut)) war ein US-amerikanischer Taxidermist und Zoodirektor.

## Leben
William Temple Hornaday wurde in Avon, Indiana geboren und wuchs mit einem leiblichen und sieben Stiefgeschwistern auf der Farm seiner Eltern William Temple Hornaday Sr. und Martha Varner Miller Hornaday auf. 1858 zog die Familie nach Iowa, wo sie wiederum auf einer Farm lebte. Mit fünfzehn Jahren verlor Hornaday seine Eltern.

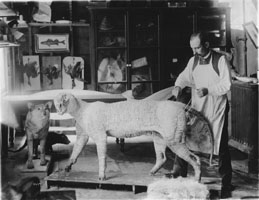
Hornaday als Taxidermist, um 1880

Er wurde am Oskaloosa College in Iowa und am Iowa State College of Agriculture and Mechanic Arts (heute Iowa State University) ausgebildet, verließ letzteres jedoch 1873 ohne Abschluss und wurde Assistent an Ward’s Natural Science Establishment in Rochester (New York), in dem er bis 1882 arbeitete. In diese Zeit fielen mehrere Expeditionen. Die erste führte ihn in den Südosten der Vereinigten Staaten, spätere unter anderem nach Asien und schließlich um die ganze Welt. Er schrieb darüber 1885 das Buch „Two Years in the Jungle“. Am 11. September 1879, nach der Rückkehr von der drei Jahre dauernden letzten großen Expedition, heiratete er Ellen Josephine Chamberlain (1850–1939) aus Battle Creek (Michigan). Aus der Ehe ging eine Tochter hervor, Helen Ross Hornaday Fielding (1881–1974).
Unzufrieden mit dem Stand der Taxidermie zu dieser Zeit, entwickelte er neue Methoden und Formen der Präsentation. Er wollte die Tiere in möglichst lebensechtem Ambiente darstellen und führte seine Ideen mit dem Orang-Utan-Diorama „A Fight in the Treetops“ 1879 dem Publikum vor Augen. 1880 gehörte er zu den Gründern der Society of American Taxidermists.

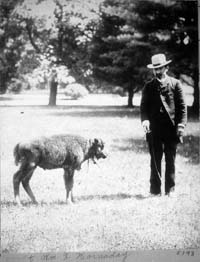
Hornaday und ein Bisonkalb, 1886

Zwei Jahre später wurde er leitender Taxidermist am U.S. National Museum in Washington und blieb dies bis 1890. Eine Expedition im Jahr 1886 führte ihm die drastische Gefährdung des Amerikanischen Bisons und anderer nordamerikanischer Tierarten vor Augen. Er schrieb darüber das Buch „The Extermination of the American Bison“, das 1889 erschien, und zahlreiche Artikel, und setzte sich für den Schutz der vom Aussterben bedrohten Tierarten ein. Zum Schutz der Tiere gründete er das Department of Living Animals und versuchte eine Art von Reservaten zu schaffen, um die Tiere zu bewahren. Sein Konzept wurde aber durch Samuel P. Langley torpediert, weshalb sich Hornaday zunächst ins Privatleben zurückzog und in Buffalo (New York) als Grundstücksmakler und Schriftsteller lebte. 1891 kam sein Werk „Taxidermy and Zoological Collecting“ heraus.
1896 wurde er Direktor des neuen zoologischen Gartens von New York in der Bronx, den er gestaltete und bis 1926 leitete. Er versuchte diesen Zoo naturnah zu gestalten und etablierte dort das National Heads and Horns Museum. Einen zweifelhaften Ruf erlangte er dabei mit der von ihm auch realisierten Idee, den Pygmäen Ota Benga, den er vom Naturkundemuseum New York „ausgeliehen“ hatte, in einen Affenkäfig  einzusperren und während des besucherarmen Winters 1906 wie ein Tier auszustellen, was für einen regen Besucherzuspruch sorgte. Weiterhin engagierte er sich stark für den Schutz der bedrohten Tiere. Eines der Ergebnisse war der Alascan Game Act von 1902. 1911 trat das Bayne Law in Kraft, und in den folgenden Jahren konnte Hornaday Erfolge im Kampf für die Zugvögel, für die Einrichtung von Bisonreservaten und beim Schutz von Robben und Seehunden verzeichnen. In Anerkennung für sein Engagement benannte 1958 das UK Antarctic Place-Names Committee den Hornaday Rock nach ihm, einen Klippenfelsen vor der Küste Südgeorgiens im Südatlantik.

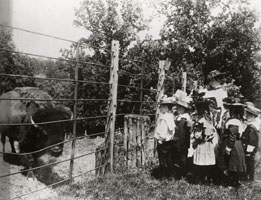
Schulkinder betrachten einen Bison im National Zoological Park, 1899

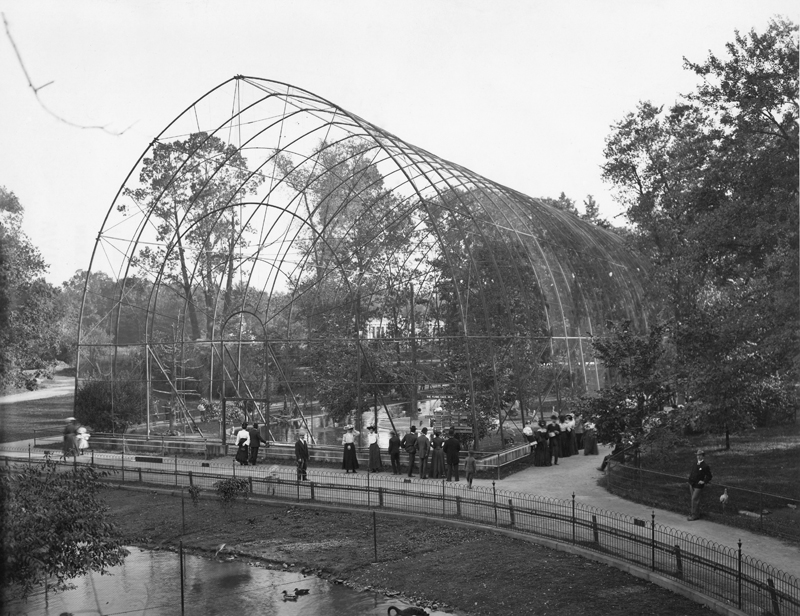
Besucher im Bronx Zoo um 1905

## Werke
Neben den bereits erwähnten Büchern und zahlreichen kleineren Publikationen schrieb Hornaday Free Rum on the Congo (1887), American Natural History (1904), Our Vanishing Wild Life (1913), Wild Life Conservation in Theory and Practice (1914), Tales from Nature's Wonderlands (1924), My Fifty-Four Years with Animal Life (1929) und Thirty Years War for Wild Life (1931). 1905 beschrieb Hornaday erstmals den Ursus americanus kermodei.

## Sonstiges
Nach Hornaday sind der Hornaday River sowie der Mount Hornaday benannt.